# Aeroportul Internațional Governador Jorge Teixeira de Oliveira
Aeroportul Internațional Governador Jorge Teixeira de Oliveira (IATA: PVH, ICAO: SBPV) este un aeroport din Rondônia, Brazilia ce deservește zona Porto Velho. Aeroportul a fost tranzitat în 2022 de 710.414 pasageri. A fost numit după Jorge Teixeira de Oliveira⁠(d).
Situat la o altitudine de 88 m, aeroportul dispune de 1 pistă. Este operat de Infraero⁠(d).

## Infrastructură

### Piste
Aeroportul dispune de o singură pistă. Pista 18/36 are suprafața de asfalt și dimensiunile 2.400 m × 45 m. 